# 乔治·埃勒里·海尔奖
乔治·埃勒里·海尔奖（英語：George Ellery Hale Prize），简称海尔奖，是由美国天文学会太阳物理学部颁发的年度奖项，奖励在太阳物理学领域做出杰出贡献的科学家。该奖项以美国太阳物理学家喬治·海爾的名字命名。

## 历年获奖者[1]
- 1978 尤金·派克
- 1980 约翰·怀尔德
- 1982 約翰·W.·埃文斯
- 1984 利奥·戈德堡
- 1986 彼得·斯迪羅克
- 1988 科内利斯·德亞赫
- 1990 理查德·图西
- 1992 賀瑞斯·巴布科克
- 1994 道格拉斯·高夫
- 1996 雷蒙德·戴维斯
- 1998 理察·杜恩
- 1999 約翰·哈維
- 2000 洛伦·阿克顿
- 2001 Alan M. Title
- 2002 艾瑞克·普瑞斯特
- 2003 羅伯特·霍華德
- 2004 林伯中
- 2005 Spiro Antiochos
- 2006 彼得·吉爾曼
- 2007 Mukul R. Kundu
- 2008 休·赫德森
- 2009 Neil R. Sheeley Jr.
- 2010 瑪西亞·紐格包爾
- 2011 Henk Spruit
- 2012 Donald Reames
- 2013 理察·坎菲爾德
- 2014 小湯馬斯·杜瓦爾
- 2015 George Doschek
- 2016 Terry G. Forbes